# Square Vergote
Pour les articles homonymes, voir Vergote.
Le square Vergote (en néerlandais : Vergotesquare) est un square bruxellois situé sur le territoire des communes de Schaerbeek et de Woluwe-Saint-Lambert à la jonction du boulevard Auguste Reyers et du boulevard Brand Whitlock. La rue Frédéric Pelletier, la rue Vergote, l'avenue Général Lartigue et l'avenue Herbert Hoover y aboutissent également.

## Histoire et description
Ce square porte le nom d'un ancien gouverneur du Brabant, Auguste Frédéric Vergote, né à Roulers le 9 septembre 1818 et mort à Bruxelles le 25 février 1906.
Bordé de nombreuses maisons et immeubles de style Art déco. Le Square Vergote a été très préservé, ce qui en fait un endroit harmonieux, très recherché pour sa proximité avec l'OTAN et les institutions européennes. Il est néanmoins coupé en deux par la quasi-autoroute urbaine que constituent les boulevards Reyers et Brand Whitlock. Le demi square, côté centre-ville, abrite le "Monument aux morts du Génie" de Charles Samuel.
Le square Vergote se nomme en néerlandais Vergotesquare à Schaerbeek, mais Vergoteplein à Woluwe-Saint-Lambert.

### Tunnel piétonnier square Vergote
Un tunnel piétonnier permet de passer sous les boulevards Auguste Reyers et Brand Whitlock.

## Adresses notables
- no 16 : Maison classée par arrêté royal le 6 février 1997
- no 45 : Maison classée par arrêté royal le 16 mars 1995

## Galerie de photos

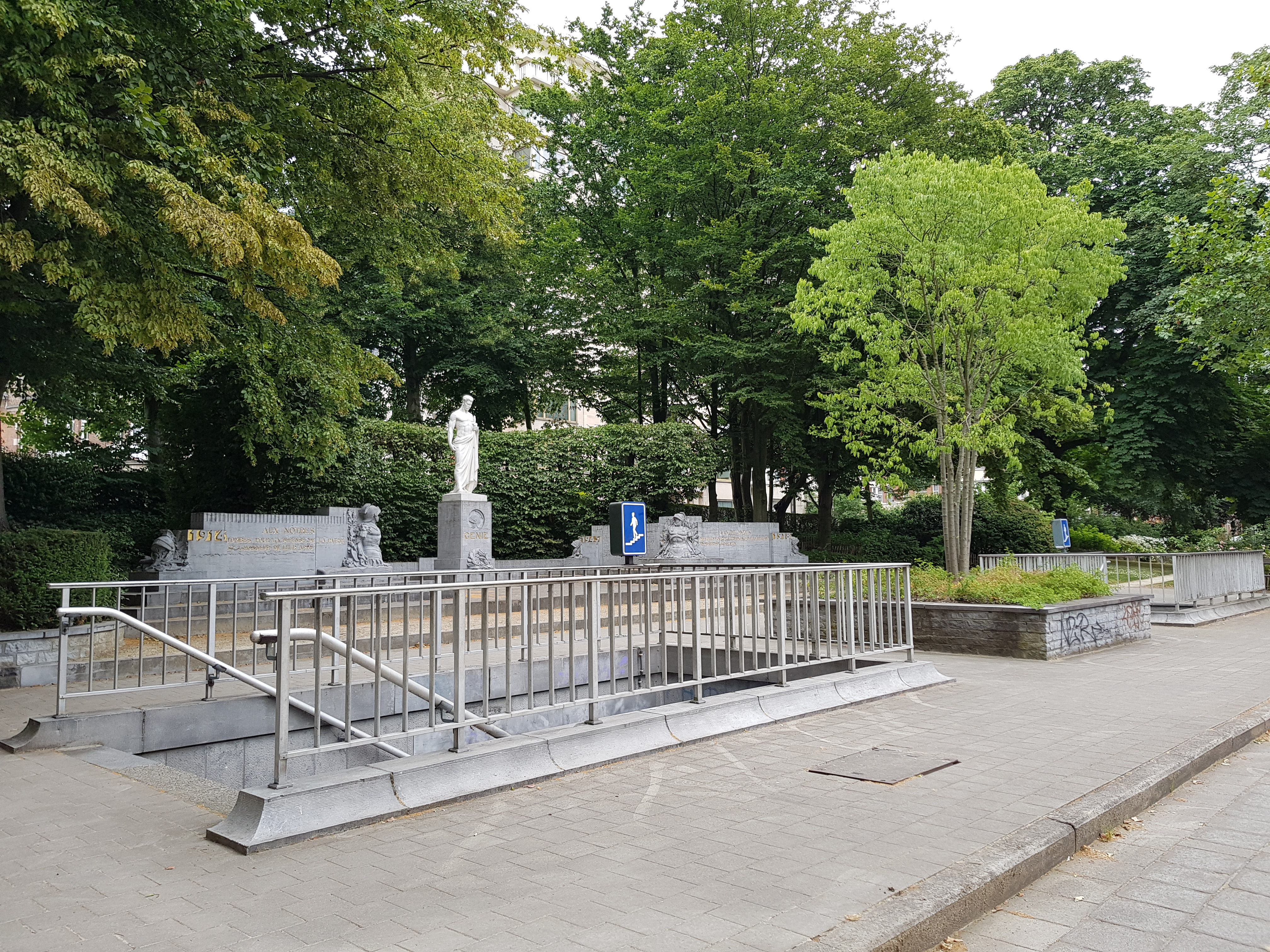
Le tunnel piétonnier
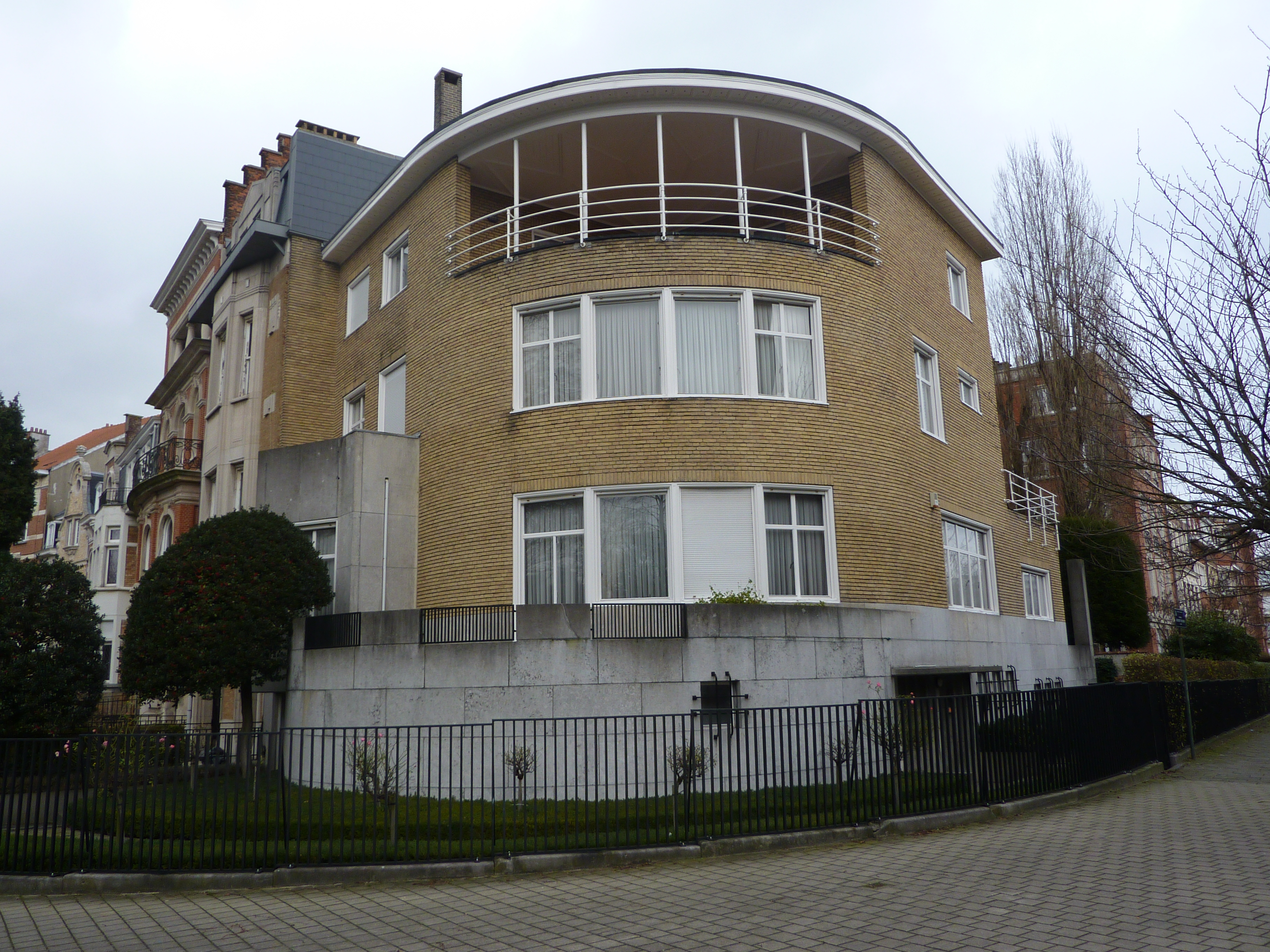
Square Vergote no 16
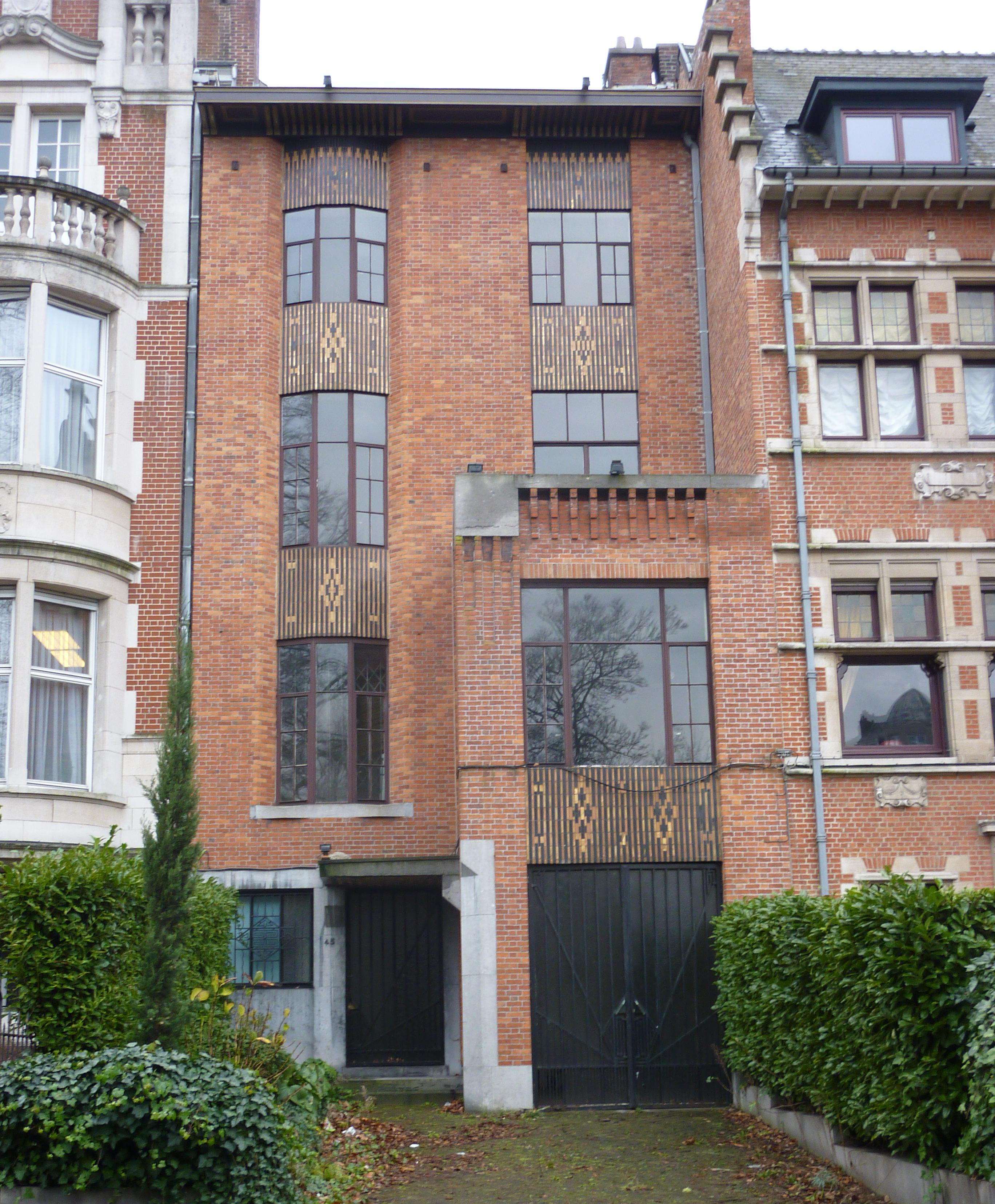
Square Vergote no 45

## Arbres remarquables
Ci-dessous, les 14 arbres remarquables du square répertoriés par la Commission des monuments et des sites :
| nom français         | nom latin                   | commune      | no maison | cir. en cm |
| -------------------- | --------------------------- | ------------ | --------- | ---------- |
| Ailante glanduleux   | Ailanthus altissima         | Woluwe-St-L. |           | 218        |
| Érable plane         | Acer platanoides            | Woluwe-St-L. |           | 303        |
| Érable sycomore      | Acer pseudoplatanus         | Schaerbeek   | face 32   | 263        |
| Hêtre d'Europe       | Fagus sylvatica             | Woluwe-St-L. |           | 380        |
| Hêtre d'Europe       | Fagus sylvatica             | Schaerbeek   | face 45   | 341        |
| Hêtre d'Europe       | Fagus sylvatica             | Schaerbeek   | face 41   | 339        |
| Hêtre d'Europe       | Fagus sylvatica             | Schaerbeek   |           | 314        |
| Hêtre pourpre        | Fagus sylvatica f. purpurea | Schaerbeek   | face 20   | 380        |
| Hêtre pourpre        | Fagus sylvatica f. purpurea | Woluwe-St-L. |           | 362        |
| Hêtre pourpre        | Fagus sylvatica f. purpurea | Woluwe-St-L. |           | 330        |
| Marronnier commun    | Aesculus hippocastanum      | Woluwe-St-L. |           | 321        |
| Marronnier commun    | Aesculus hippocastanum      | Schaerbeek   | face 33   | 213        |
| Robinier faux-acacia | Robinia pseudoacacia        | Schaerbeek   | face 22   | 266        |
| Robinier faux-acacia | Robinia pseudoacacia        | Schaerbeek   | face 33   | 250        |